# Johnston (Iowa)
Johnston ist eine Stadt (City) im Polk County im Zentrum des US-amerikanischen Bundesstaates Iowa. Das U.S. Census Bureau hat bei der Volkszählung 2020 eine Einwohnerzahl von 24.064 ermittelt. 
Johnston liegt am Des Moines River direkt im Nordwesten von Iowas Hauptstadt und ist damit Bestandteil der Metropolregion um Des Moines. 
Der Ort ist Sitz des Saatgutherstellers Pioneer Hi-Bred International und beherbergt das Luftfahrtmuseum Iowa Gold Star Military Museum Camp Dodge.